# Arlington House
Arlington House, aussi nommée le Robert E. Lee Memorial, est une maison de style néo-grec située dans le comté d'Arlington en Virginie aux États-Unis, auquel elle a donné son nom.
Elle fut autrefois la demeure du général confédéré Robert E. Lee. Elle domine le Potomac, face au National Mall de Washington. Lors de la guerre de Sécession, la propriété fut choisie comme site du cimetière national d'Arlington, en partie pour prévenir toute possibilité de retour du général Lee sur ses terres. Les États-Unis ont aujourd'hui fait un mémorial national de la maison de son ancien opposant, reconnu comme une marque de respect pour Lee au Nord comme au Sud.
C'est en 1920, que la majeure partie du comté d'Alexandria prend le nom d'Arlington, cinquante ans après que la ville d'Alexandria a fait sécession pour constituer une ville indépendante.